# Höchberg
Höchberg ist ein Markt im unterfränkischen Landkreis Würzburg.

## Geographie
Der Ort Höchberg grenzt im Osten direkt an Würzburg, im Westen an Waldbüttelbrunn. Höchberg besteht aus zwei Ortsbereichen, dem Altort und dem Ortsteil Hexenbruch. Darüber hinaus sind Neubaugebiete, z. B. Mehle und Mehle II entstanden.

## Name

### Etymologie
Der Name „Höchberg“ wird volksetymologisch auf die Lage des Ortes, eine „Ansiedlung auf einem hohen Berg“, zurückgeführt.
Die Schreibweise „huegbur“ des Ortsnamens im Jahr 748 ist zeitgenössisch nicht überliefert; sie basiert auf der Chronik des Lorenz Fries (1498–1550). Die erste schriftliche Erwähnung von Häusern auf heutiger Höchberger Gemarkung findet sich in der zweiten Würzburger Markbeschreibung aus dem Jahr 779/780. Der Germanist Norbert Wagner erläuterte huohhobura als Kompositum aus ahd. huohh<huoc (Haken) und bura (kleine Häuser, wohl Wachhäuser). Unter „Haken“ sind vermutlich die Wachleute zu verstehen. Demnach bedeutet huohhobura „kleine Häuser für die Wachhabenden“.
Bis Ende des 19. Jahrhunderts  sind die beiden Schreibweisen „Höchberg“ und „Hüchberg“ gängig. Die Einheimischen nennen ihren Ort bis heute „Hüchberch“.

### Frühere Schreibweisen des Ortsnamens
| - 1303/1304 Hoechbur - 1340 Hoechebuer - 1356 Huchbur | - ca. 1497 Hochbur - 1547 Hüchberg - 1547 Höchberg |

## Geschichte

### Ortsgeschichte bis zum 20. Jahrhundert
Als Teil des Hochstiftes Würzburg (Stift Burkard), das zum Fränkischen Reichskreis gehörte, wurde Höchberg 1803 zugunsten Bayerns säkularisiert.
Bis dahin bestimmte das Ritterstift St. Burkard in Würzburg als Grundherr und damit oberste Verwaltungsbehörde des Geschicke des Ortes. Im Frieden von Preßburg 1805 fiel das Hochstift Würzburg an Erzherzog Ferdinand von Toskana (Großherzogtums Würzburg), 1814 ging es an das Königreich Bayern über.
Aufgrund seiner topographischen Lage versorgte Höchberg jahrhundertelang die Würzburger Festung Marienberg mit Trinkwasser. Bis in die Mitte des 17. Jahrhunderts leitete das natürliche Gefälle über einen Höhenunterschied von 26 Metern das Wasser in den Innenhof der Festung.
Vor allem im 17. und 18. Jahrhundert behauptete die Pfarrkirche „Mariä Geburt“ ihre Stellung als bedeutende Wallfahrtstätte im Umkreis von Würzburg.
Einen wesentlichen Bestandteil des gesellschaftlichen Lebens bildete seit ca. 1660 die jüdische Gemeinde. Zu nennen ist vor allem Leopold Sonnemann, der Begründer der Frankfurter Allgemeinen Zeitung, der 1831 in Höchberg geboren wurde. Zeugnisse der jüdischen Vergangenheit sind die Synagoge, errichtet 1721, sowie der jüdische Friedhof, angelegt 1821. Die stattlichen Barockhäuser einiger jüdischer Einwohner prägen bis heute das Höchberger Ortsbild. Eines dieser Wohnhäuser, Sonnemannstraße 15, beherbergte von 1865 bis 1931 die 1861 begründete Israelitische Präparandenschule. Sie bereitete jüdische Schüler aus ganz Bayern auf den Lehrerberuf vor. Am 10. November 1938 plünderten und verwüsteten SA-Männer die Synagoge. Sie dient seit 1951 als evangelische Kirche. Eine Gedenktafel am Kircheneingang und ein Gedenkstein am Jüdischen Friedhof erinnern heute an diese Vorgänge.

### Markt
Am 27. Juli 1990 verlieh das Bayerische Staatsministerium des Inneren der Gemeinde die Bezeichnung Markt.

### Hexenbruch
Im heutigen Ortsteil Hexenbruch wurde am 21. Juni 1749 der enthauptete Leichnam von Maria Renata Singer von Mossau, der letzten vermeintlichen Hexe Frankens, nahe dem Höchberger Wald („wo ein großer Umbruch geführt wurde“) in der Nähe der Zeller Waldspitze verbrannt (Vgl. auch Hexenprozesse in Würzburg). Sie war eines der letzten Opfer der Hexenverfolgung auf deutschem Boden. In den 1950er Jahren begann die Bebauung des Ortsteils. Vorher wurde das Gebiet militärisch genutzt. Außerdem wurde im alten, mittlerweile zugeschütteten Steinbruch bis Ende des 19. Jahrhunderts Muschelkalk abgebaut. Der Name Hexenbruch wird erst seit Beginn des 19. Jahrhunderts verwendet.

### Ausgliederung
Am 1. Mai 1978 wurde ein Gebiet von etwa 155 ha Größe im hinteren Steinbachtal an die Stadt Würzburg abgetreten. Die dort befindliche Roßbergsiedlung hatte zu dem Zeitpunkt 470 Einwohner. In den amtlichen Ortsverzeichnissen wird dieses Gebiet als Gemeindeteil Steinbachtal geführt.

### Einwohnerentwicklung
| Jahr | Einwohner   |
| ---- | ----------- |
| 1698 | ca. 300     |
| 1723 | 90 Familien |
| 1811 | 711         |
| 1861 | 1259        |
| 1874 | 1327        |
| 1898 | 1.608       |
| 1904 | 2730        |
| 1939 | 3.093       |
| 1945 | 4.281       |
| 1946 | 4480        |
| 1950 | 4.545       |
| 1961 | 4.935       |

| Jahr | Einwohner |
| ---- | --------- |
| 1970 | 5.437     |
| 1987 | 8.761     |
| 1991 | 9.224     |
| 1995 | 9.393     |
| 2000 | 10.029    |
| 2005 | 9.370     |
| 2010 | 9.440     |
| 2015 | 9.329     |
| 2018 | 9.361     |

## Politik

### Gemeinderat
Die Gemeinderatswahl am 15. März 2020 führte zu folgendem Ergebnis für die Zusammensetzung des Marktgemeinderates von Höchberg:

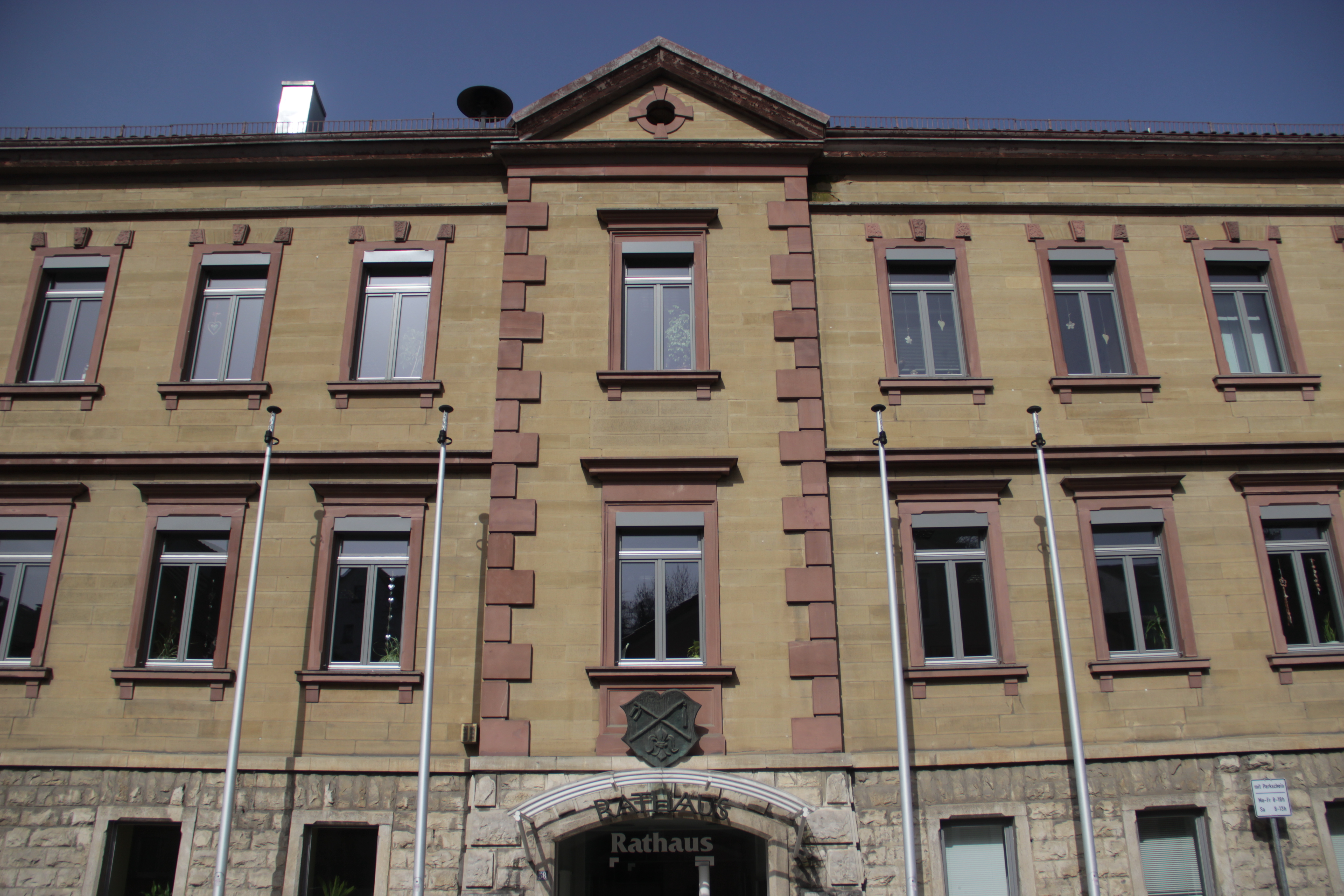
Rathaus Höchberg

| Partei           | Stimmenanteil | Sitze |
| ---------------- | ------------- | ----- |
| CSU              | 26,21 %       | 5     |
| Grüne            | 25,77 %       | 5     |
| SPD              | 23,21 %       | 5     |
| FDP              | 03,89 %       | 1     |
| Höchberger Mitte | 08,58 %       | 2     |
| UWG              | 12,34 %       | 2     |

### Bürgermeister
Erster Bürgermeister ist seit 2020 Alexander Knahn (* 23. Juli 1975; parteilos). Bei der Bürgermeisterwahl am 15. März 2020 wurde dieser mit 58,48 % der gültigen Stimmen gewählt.
Zweiter Bürgermeister ist seit 2020 Sven Winzenhörlein (Bündnis 90/Die Grünen)
Dritter Bürgermeister ist seit 2008 Bernhard Hupp (SPD).

### Ehemalige Erste Bürgermeister
| Amtszeit    | Name            | Partei |
| ----------- | --------------- | ------ |
| 1912-1933   | Andreas Seubert | SPD    |
| 1945 – 1964 | Ernst Keil      | SPD    |
| 1964 – 1970 | Alois Medon     | SPD    |
| 1970 – 1994 | Werner Hillecke | SPD    |
| 1994 – 2020 | Peter Stichler  | SPD    |

### Wappen
| Wappen von Höchberg | Blasonierung: „In Blau über einer heraldischen goldenen Lilie schräg gekreuzt ein goldener Karst und ein goldener Dreschflegel.“ |
| Wappen von Höchberg | Wappengeschichte: Die Lilie ist dem Wappen des Ritterstifts St. Burkard in Würzburg entnommen, zu dem der Ort mit Grund und Gericht gehörte. Karst und Dreschflegel weisen als bäuerliche Geräte auf die hauptsächliche Arbeit der Bevölkerung bis um 1800 hin: Sie stehen für Weinbau und Landwirtschaft. Oskar Hupp entwarf das Wappen 1937. Dieses Wappen wird seit 1953 geführt. |

### Partnergemeinden
Höchberg unterhält Partnerschaften mit der französischen Gemeinde Luz-Saint-Sauveur (seit 1977) und mit der italienischen Gemeinde Bastia Umbra (seit 1990).

## Kultur und Sehenswürdigkeiten

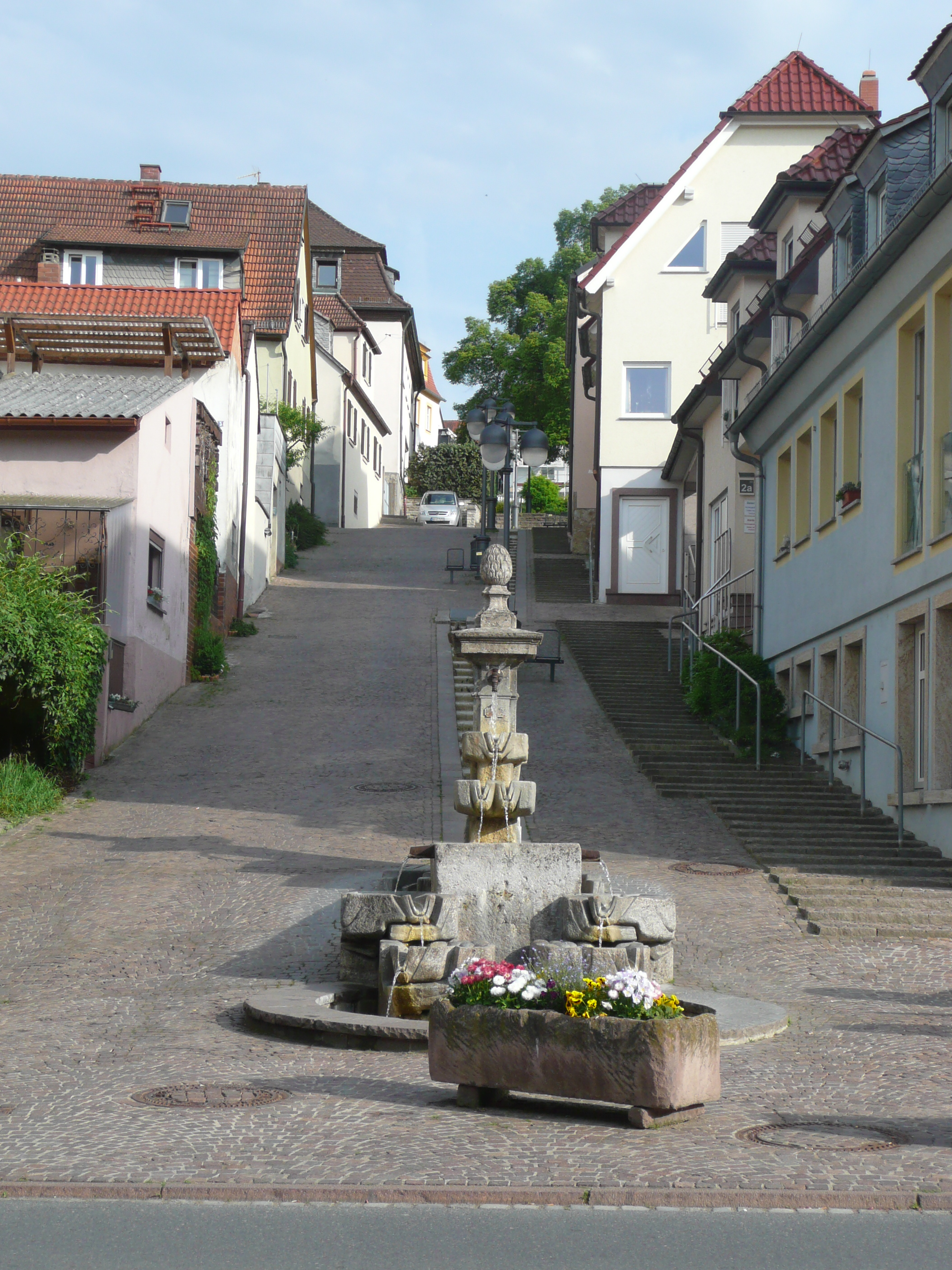
Brunnen in der Ortsmitte

Sehenswert sind der Ortskern mit einem künstlich angelegten Wasserlauf und einer Brunnenanlage im Altort und die historische katholische Pfarrkirche Mariä Geburt.
Im oberen Bereich des künstlichen Wasserlaufs der Brunnengasse befindet sich ein stattliches barockes Wohnhaus, das viele Jahre lang als israelitische Präparandenschule genutzt wurde.
Ein Mischwaldgebiet grenzt an die Nachbargemeinden Waldbüttelbrunn, Kist und Zell am Main  an.
Die Bibliothek hat im Ranking der Bibliotheksorte mit weniger als 15.000 Einwohnern einen sechsten Platz belegt. Das Angebot kann auch online eingesehen werden.
An der alten Würzburger Straße nach Höchberg befindet sich ein Kreuzweg, der sich über mehrere Kilometer erstreckt und aus sieben in Sandsteinen gehauenen, altarähnlichen Bildstöcken (Sieben Fußfälle) besteht. Den Kreuzweg stiftete die Würzburger Hofdienerschaft 1626/27. Die ersten drei Stationen befinden sich noch auf dem Stadtgebiet Würzburgs, die Stationen vier bis sieben auf dem Gebiet des Marktes Höchberg.
Ein Teil der Wasserversorgung der Festung Marienberg in Würzburg erfolgte früher von einer Quelle am oberen Ende der Brunnengasse (bzw. im Bereich der Sonnemannstraße schräg gegenüber der ehemaligen Präparandenschule).
Neben der Präparandenschule und dem Geburtshaus von Leopold Sonnemann (Begründer der Frankfurter Zeitung, dem Vorläufer der Frankfurter Allgemeinen Zeitung) gibt es als weiteres Zeugnis der früheren jüdischen Bevölkerung Höchbergs den jüdischen Friedhof Am Trieb.

### Freizeitgestaltung
Höchberg bietet verschiedene Möglichkeiten der Freizeitgestaltung. Im Ortsteil Hexenbruch befindet sich z. B. das Mainlandzentrum. Diese besteht aus dem Mainlandbad (Hallenbad mit Liegewiese im Außenbereich), der Mainland-Sporthalle (Dreifachturnhalle und Mehrzweckhalle für Ballsportarten und Veranstaltungen), das Mainland-Restaurant mit Kegelbahn und eine 18-Loch-Minigolfanlage. Des Weiteren gibt es für vereinsgebundene Sportler die Hans-Stumpf-Sportanlage (Im Volksmund auch Waldsportplatz genannt) mit zwei Fußballfeldern (Rasenplatz und Kunstrasenplatz), Tartanbahn, Leichtathletikanlage und vier Tennisplätzen (Sandplätze). Für nicht vereinsgebundene Fußballspieler bietet sich der sogenannte Bolzplatz auf der Scheckertswiese an.
Der bekannteste Wanderweg auf Höchberger Gemarkung ist der Naturpfad. Er führt vom Kloster Oberzell durch den Staats- und Gemeindewald bis zum Erbachshof im Nachbarort Eisingen. Man kommt an sechs kleinen Seen vorbei.
Wanderwege sind auch die Wege zur Frankenwarte und in das Steinbachtal. Ausgangspunkt ist das Kreuzle, das am Ende der Straße Weg zum Kreuz steht.
Nicht nur für Weinkenner ist der Weinwanderweg interessant, der am Parkplatz Waldstraße beginnt und über den Alleeweg und den Hexenbruchweg durch die Weinberge unterhalb der Festung Marienberg bis zur Burkarder Kirche führt.
Ein Steinbruch bietet für Mountainbike-Fans mit kleinen bis mittleren Ansprüchen kleine Trails und Swingin'-Ramps.
In den Sommerferien gibt es jährlich auf einem Feld in der Nähe der Scheckertswiese für Kinder und Jugendliche ein Hüttendorf. Aus Paletten und Brettern wird der sogenannte Ferienspielplatz meist unter einem Motto errichtet. Betreut werden die jugendlichen Bastler mitunter von Freiwilligen aus dem Höchberger Jugendzentrum.
Neben der Mainlandhalle existiert die TGH-Halle der Turngemeinde Höchberg als weitere Sporthalle. Sie befindet sich in der Jahnstraße im Altort und wird im Volksmund auch Jahnsporthalle genannt.

### Maskottchen
Das Maskottchen des Marktes ist ein Rabe, der den Namen „Krack“ trägt. Die Höchberger Bürger werden im mainfränkischen Sprachgebrauch auch als „Höchberger Krack’n“ bezeichnet.

### Kirchen
- Katholische Pfarrei Mariä Geburt
- Kath. Pfarrgemeinde St. Norbert

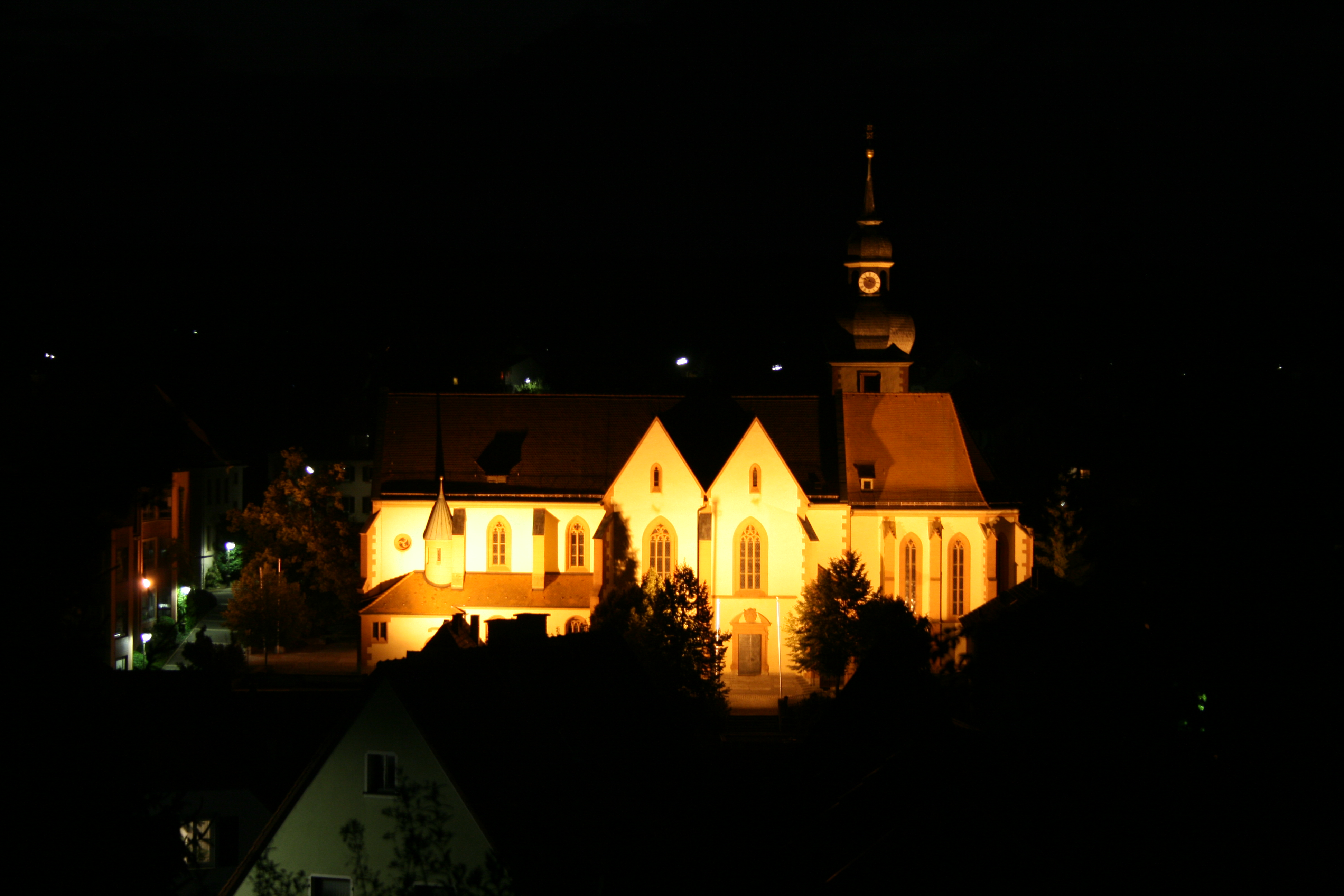
Mariä Geburt

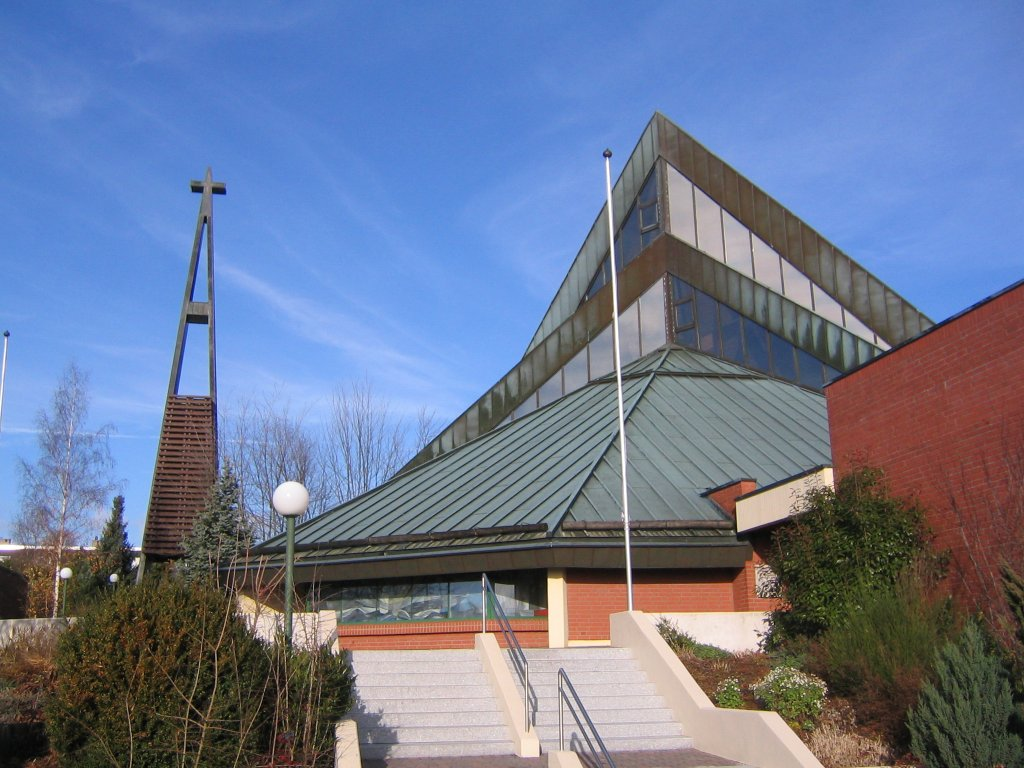
Kirche St. Norbert am Hexenbruch

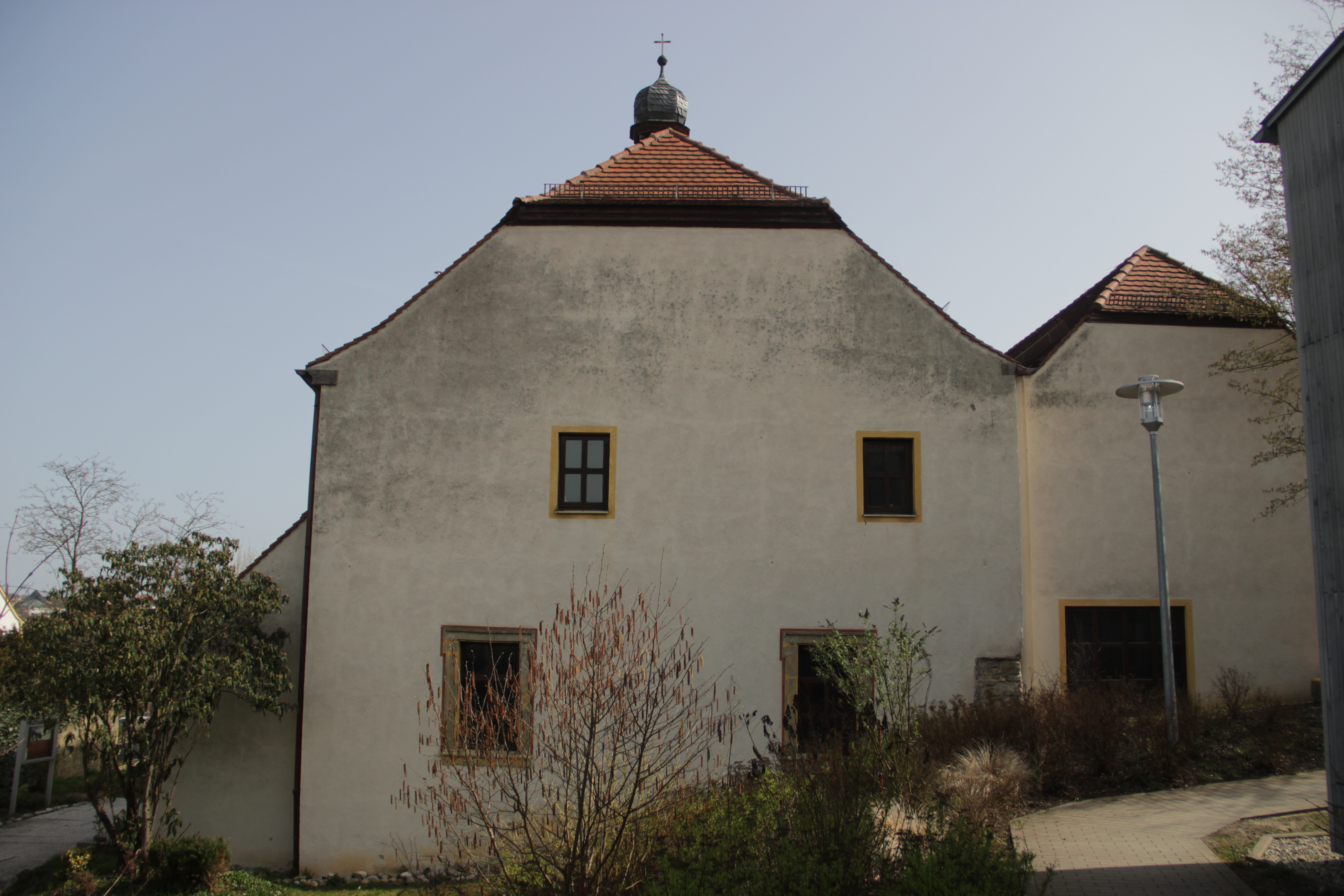
Ehemalige Synagoge, heute evang.-luth. Kirche St. Matthäus

- Evangelische Kirchengemeinde „St. Matthäus“; gleichzeitig die ehemalige Synagoge. Das Synagogengebäude wurde 1951 von der evangelischen Gemeinde Höchberg übernommen.[22]

## Wirtschaft und Infrastruktur

### Arbeitsplätze
2017 gab es in der Gemeinde 2156 sozialversicherungspflichtige Arbeitsplätze. Von der Wohnbevölkerung standen 3251 Personen in einem versicherungspflichtigen Beschäftigungsverhältnis. Damit war die Zahl der Auspendler um 1095 Personen größer als die der Einpendler. 81 Einwohner waren arbeitslos.

### Verkehr
Durch Höchberg führen die Bundesstraßen 8 und 27, teilweise als ortsumgehende Ausbaustrecke. Nächste Autobahnanschlussstelle ist Würzburg-Kist an der A 3.
Außerdem ist Höchberg von Würzburg aus gesehen der zweite Ort an der Romantischen Straße. Durch Höchberg führen der Fränkische Marienweg, der Radweg Romantische Straße sowie der Aalbach-Radweg, der Würzburg mit Wertheim verbindet.
An der Haltestelle Karwinkel, die an der Hauptstraße liegt, halten viele Buslinien, die in den westlichen und südlichen Landkreis Würzburg fahren. Nach Höchberg selbst fahren vom Würzburger Busbahnhof die Buslinien 17 und 18, die im Taktverkehr von 20 bzw. 30 Minuten verkehren.

### Schulen
- Höchberger Volksschule
- Leopold-Sonnemann Realschule am Rudolf-Harbig-Platz
- Mittelschule Höchberg am Rudolf-Harbig-Platz
- Sonderschule des Landkreises Würzburg „Drei-Linden-Schule“

### Kindergärten
- Katholische Kindertagesstätte Mariä Geburt
- St. Norbert
- St. Matthäus
- Kindergarten im Wiesengrund
- Kinderkrippe im Wiesengrund
- Kinderkrippe Pusteblume

## Persönlichkeiten

### Ehrenbürger
- 2014: Adolf Ullmann (1942–2014), Verbandsfunktionär

### Sonstige Persönlichkeiten
- Joseph Georg Ziegler (* 15. März 1902 in Tauberrettersheim bei Ochsenfurt; † 1. Oktober 1988 in Würzburg), römisch-katholischer Geistlicher und Alttestamentler. Er war Rektor der Universität Würzburg (1961–1962) und wohnte in der Albrecht-Dürer-Straße in Höchberg.[23]

### Söhne und Töchter der Gemeinde
- Leopold Sonnemann (1831–1909), Kaufmann, Politiker und Mäzen. Gründer (1856) der Frankfurter Zeitung und Reichstagsabgeordneter der Deutschen Volkspartei, geboren in der Sonnemannstraße.[24]
- Leon Oppenheimer (1841–1912), Arzt, Hochschullehrer, königlich-bayerischer Hofrat, geboren in der Brunnengasse.[24]